# Aniventure
Aniventure (Анивенчър) е български фестивал посветен на аниме, манга, комикси и японска традиционна и поп култура. Анивенчър се провежда ежегодно от 2006 г. насам.

## 2006
Анивенчър 2006 (17 – 20 август 2006 г.) се повежда в станция „Звездица“ на Витоша, като е посетен от около 130 души за общо 3 дни и половина. Организатори са онлайн аниме и манга фенклуб „Fumetsu“.

## 2007
Анивенчър 2007 (16 – 19 август 2007 г.) се провежда в хотел „Рибарица“ (курорт Рибарица) до гр. Тетевен, като е посетен от около 200 души за общо 3 дни и половина. Организатори са онлайн аниме и манга фенклуб „Fumetsu“.

## 2008
За първи път през 2008 г. Анивенчър 2008 (30 – 31 август 2008 г.) се провежда в гр. София за 2 дена, в сградата на „Съюза на българските архитекти“. Посетителите са над 600 души. Организатор е първият български официално регистриран аниме и манга фенклуб „НАКАМА“.

## 2009
Aniventure 2009 се проведе на 1 – 2 август 2009 г. в хотел „Родина“ – гр. София. Организатор е аниме и манга фенклуб „НАКАМА“.

## 2010
Aniventure 2010 се проведе на 3 – 5 септември 2010 г. в 4KM PARTY CENTER – гр. София. Организатор е аниме и манга фенклуб „НАКАМА“.

## Програма
- Програмата на Анивенчър включва разнообразни събития и състезания, свързани с основните теми на фестивала:
- Изложба – млади таланти излагат своите картини, нарисувани в манга, или друг комиксов стил, като много от тях са изработени с традиционни средства за рисуване (туш, молив, бои, пастели), други са създадени с програми за рисуване на компютър.
- Гейм-турнир – Турнирът традиционно се провежда основно на гейм-конзолата Playstation. Игрите са основно бойни, играе се по метода на директната елиминация, турнирът е с награден фонд.
- AMV контест – Състезанието за музикални видеоклипове с кадри от аниме филми и игри е международен, в него могат да участват AMV създатели от цял свят, обикновено се провежда в 3 основни категории (Екшън, Драма, Комедия), като всяка година има различни правила за участие, които се обявяват предварително на сайта на събитието. Контестът е с награди за първите места във всяка една категория.
- Косплей Шоу – Най-посещаваното събитие на Анивенчър е Косплей шоуто, където млади фенове се обличат като любимите си аниме/манга/гейм герои и организират малки театрални сценки с тях, както и участват в специални фотосесии. Публиката решава кой да получи наградата за най-добър костюм и най-добро представяне.
- Конкурс за художници – В конкурса могат да участват всички, които смятат че могат да рисуват, темата се задава непосредствено преди началото, разбира се накрая има награди за най-добрите рисунки, които се излагат след конкурса, за да бъдат разгледани от всички желаещи.
- Лекции – Лекционната програма включва обсъждането на теми както от традиционната японска култура, така и от отаку културата. Лекциите се провеждат по различно време по време на целия фестивал.
- Уъркшоп (workshop) – Уъркшопът е място, където на място се изработват различни предмети, свързани с тематиката на фестивала.
- Алея на художниците – Всеки един желаещ има възможност да покаже свои произведения, както и да ги продава.
- Сувениршоп (souvenirshop) – Издатели на манга, аниме, игри, или просто сръчни фенове предлагат разнообразен мърчандайз първа, или втора ръка за свободна продажба.

Програмата на Анивенчър се обогатява с нови интересни събития с всяка изминала година.

## Официален сайт
- Българският аниме и манга фестивал „Aniventure“